# Hipposideros speoris
Hipposideros speoris е вид прилеп от семейство Hipposideridae. Видът не е застрашен от изчезване.

## Разпространение и местообитание
Разпространен е в Индия (Андхра Прадеш, Гуджарат, Карнатака, Керала, Махаращра, Ориса, Тамил Наду и Утар Прадеш) и Шри Ланка.
Обитава градски и гористи местности, хълмове, пещери и поляни в райони с тропически и субтропичен климат, при средна месечна температура около 26,2 градуса.

## Описание
Теглото им е около 10,4 g.
Популацията на вида е стабилна.